# The Brahma Diamond
The Brahma Diamond er en amerikansk stumfilm fra 1909 af D. W. Griffith.

## Medvirkende
- Harry Solter
- George Gebhardt
- Florence Lawrence
- David Miles
- Charles Inslee